# 猿投町 (名古屋市)
猿投町（さなげちょう）は、愛知県名古屋市北区にある地名。丁番を持たない単独町名である。住居表示未実施。

## 地理
名古屋市北区南部に位置する。東は垣戸町、西は黒川（志賀町字町東）を挟み稚児宮通、南は志賀本通、北は木津根町に接する。
町域西部に大同メタル工業工場跡地に整備された黒川東中日ハウジングセンターが占めていたおおむね住宅地。
「中日ハウジングセンター」跡地には、現在マンション「MID WARD CITY」が建設中。
マンション隣接のスーパーマーケット「フィール黒川東店」は、2022年4月にオープンしている。

## 歴史

### 町名の由来
志賀町字東猿投の名に由来する。字名の由来は未詳。『蓬州旧勝録』には東志賀村（志賀町の前身）氏神猿投明神の名があり、その名に由来するとみられる。また、別の説として、この周辺の林に猿が生息し、川に行水に来たことによるともいう。

### 沿革
- 1930年（昭和5年）3月15日 - 西区志賀町字東猿投・下垣戸の各一部より西区猿投町として成立[1]。
- 1937年（昭和12年） - 東区に編入。
- 1944年（昭和19年）2月11日 - 北区成立により同区猿投町となる。

## 世帯数と人口
2019年（平成31年）1月1日現在の世帯数と人口は以下の通りである。
| 町丁   | 世帯数 | 人口  |
| ------ | ------ | ----- |
| 猿投町 | 77世帯 | 192人 |

## 学区
市立小・中学校に通う場合、学校等は以下の通りとなる。また、公立高等学校に通う場合の学区は以下の通りとなる。
| 番・番地等 | 小学校               | 中学校                 | 高等学校 |
| ---------- | -------------------- | ---------------------- | -------- |
| 全域       | 名古屋市立大杉小学校 | 名古屋市立八王子中学校 | 尾張学区 |

## 施設

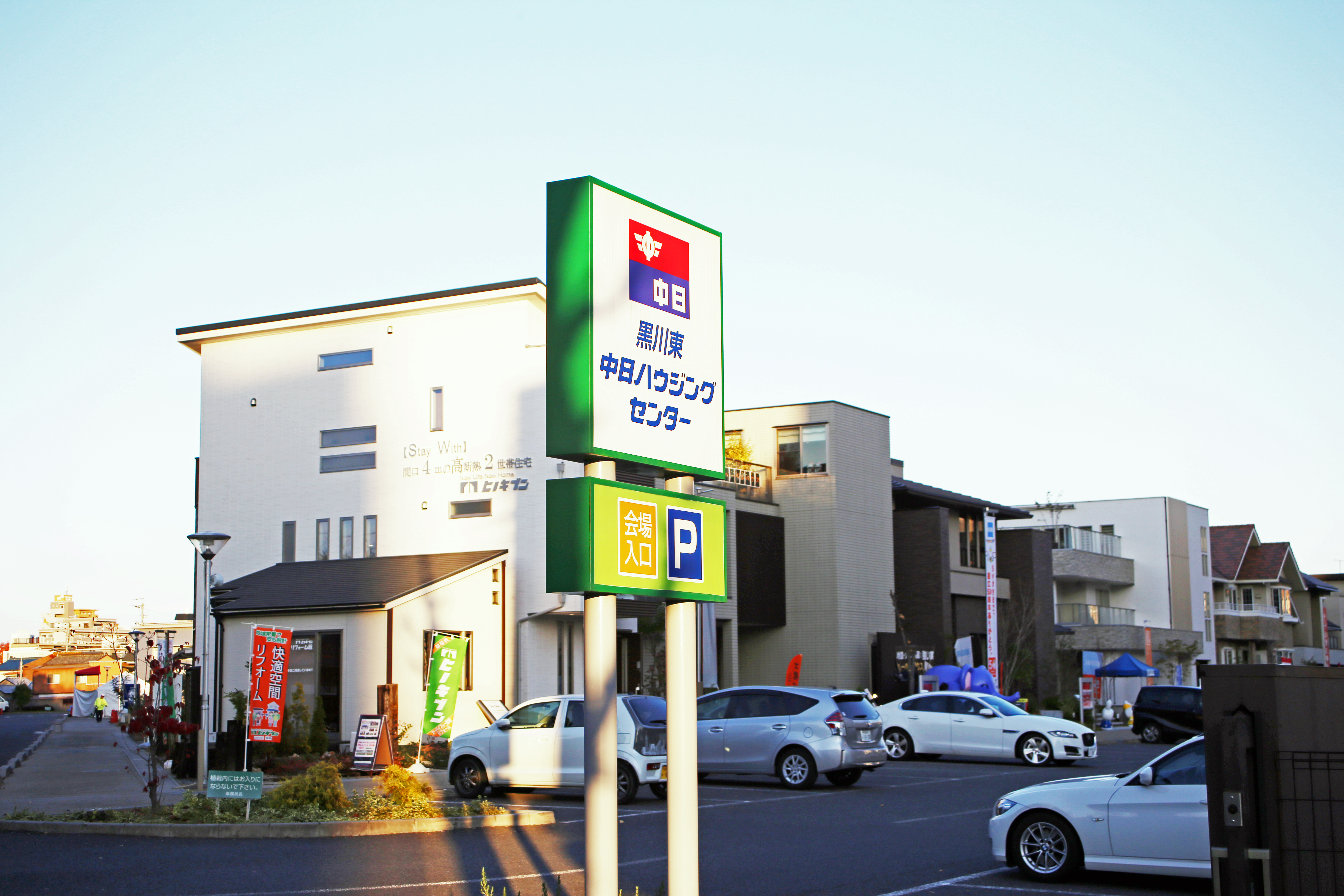
黒川東中日ハウジングセンター

- 黒川東中日ハウジングセンター

## その他

### 日本郵便
- 郵便番号 : 462-0852[3]（集配局：名古屋北郵便局[11]）。